# لاواقعية
في الفلسفة التحليلية، يُستخدم مصطلح اللاواقعية لوصف أي موقف ينطوي إما على إنكار الواقع الموضوعي أو إنكار أن العبارات التي تجاوزت عملية التحقق صحيحة أو خاطئة. وفي بعض الأحيان، يتم التعبير عن هذا الاستنتاج الأخير بالقول أنه «ليس هناك حقيقة للأمر حول ما إذا كان P أم لا.»، وبالتالي، قد نتحدث عن اللاواقعية فيما يتعلق بـالعقول الأخرى أو الماضي أو المستقبل أو المسلمات أو الكيانات الرياضية (مثل الأعداد الطبيعية) أو الفئات الأخلاقية أو العالم المادي أو حتى الفكر. ويُعد هذان الاستنتاجان بارزين بشكل واضح وغالبًا بشكل مشوش. فعلى سبيل المثال، «اللاواقعي» الذي ينكر وجود العقول الأخرى (أي الذاتوي) يختلف تمامًا عن «اللاواقعي» الذي يدعي أنه لا يوجد حقيقة للأمر حول ما إذا كان هناك عقول أخرى غير قابلة للرصد أم لا (أي السلوكية المنطقية).

## اللاواقعية في الفلسفة

### مايكل دوميت
صاغ هذا المصطلح مايكل دوميت، الذي قدمه في مقالته الواقعية لإعادة النظر في عدد من الخلافات الفلسفية الكلاسيكية التي تشمل مثل هذه المذاهب مثل الاسمية والواقعية المفاهيمية والمثالية والظاهراتية. وقد تألفت حداثة منهج دوميت في رؤية هذه الخلافات باعتبارها نظيرًا للنزاع بين البداهة والأفلاطونية في فلسفة الرياضيات.
وفقًا لمتبعي فلسفة البداهة (اللاواقعيين فيما يتعلق بالموضوعات الرياضية)، تتمثل حقيقة التعبيرات الرياضية في قدرتنا على إثباتها. ووفقًا لمتبعي الفلسفة الأفلاطونية (الواقعيين)، تتمثل حقيقة التعبيرات في تطابقها مع الواقع الموضوعي. وبالتالي فإن متبعي مذهب البداهة غير مستعدين لقبول تعبيرًا من الشكل «P أو Q» صحيح إلا إذا استطعنا إثبات P أو إثبات Q:
وهذا ما يُسمى بـخاصية الفصل. وبشكل خاص، لا يمكننا الادعاء بشكل عام أن التعبير «P أو غير P» صحيح (قانون الثالث المرفوع)، لأنه في بعض الحالات قد لا نكون قادرين على إثبات التعبير "P" ولا إثبات التعبير «غير P». وبالمثل، يعارض متبعو فلسفة البداهة خاصية الوجود للمنطق الكلاسيكي، حيث يمكن للمرء إثبات {\displaystyle \exists x.\phi (x)}، دون القدرة على إنتاج أي مصطح {\displaystyle t} يحمله {\displaystyle \phi }.
يجادل دوميت أن فكرة البداهة للحقيقة تكمن في الجزء السفلي من الأشكال الكلاسيكية المتعددة الخاصة بـاللاواقعية. وهو يستخدم هذه الفكرة لإعادة تفسير الظاهراتية، مدعيًا أنها لا تحتاج إلى اتخاذ شكل من أشكال الاختزالية (غالبًا يتم اعتبارها لا يمكن دعمها).
كما تعتمد كتابات دوميت عن اللاواقعيين بشدة على الكتابات الأخيرة لـفيتغنشتاين التي تهتم بالمعنى والقاعدة التالية. وفي الحقيقة، يمكن رؤية كتابات دوميت عن اللاواقعية كمحاولة لدمج الأفكار الرئيسية من الأبحاث الفلسفية في الفلسفة التحليلية.
وغالبًا ما يُسمى مصطلح اللاواقعية أيضًا، في المفهوم الذي يستخدمه دوميت، باسم اللاواقعية الدلالية.

### الواقعية الداخلية" لهيلاري بوتنام
بالرغم من كونه مدافعًا، في إحدى المرات، عن الواقعية الميتافيزيقية، تخلى هيلاري بوتنام في وقت لاحق عن هذا الرأي لصالح مركز يُطلق عليه«الواقعية الداخلية».

## قائمة المصادر
- Christine Baron, Manfred Engel (eds.) (2010).Realism/Anti-Realism in 20th-Century Literature. Rodopi: 2010. ISBN 978-90-420-3115-9
- Lee Braver (2007). A Thing of This World: a History of Continental Anti-Realism, Northwestern University Press: 2007.
- Michael Dummett (1963). Realism, reprinted in: Truth and Other Enigmas, Harvard University Press: 1978, pp. 145–165.
- Michael Dummett (1967). Platonism, reprinted in: Truth and Other Enigmas, Harvard University Press: 1978, pp. 202–214.
- Ian Hacking (1999). The Social Construction of What?. Harvard University Press: 2001.
- Samir Okasha (2002). Philosophy of Science: A Very Short Introduction. Oxford University Press.

## وصلات خارجية
- تحديات الواقعية الميتافيزيقية، موسوعة ستانفورد للفلسفة. (بالإنجليزية)